# Mississippi Aerial River Transit

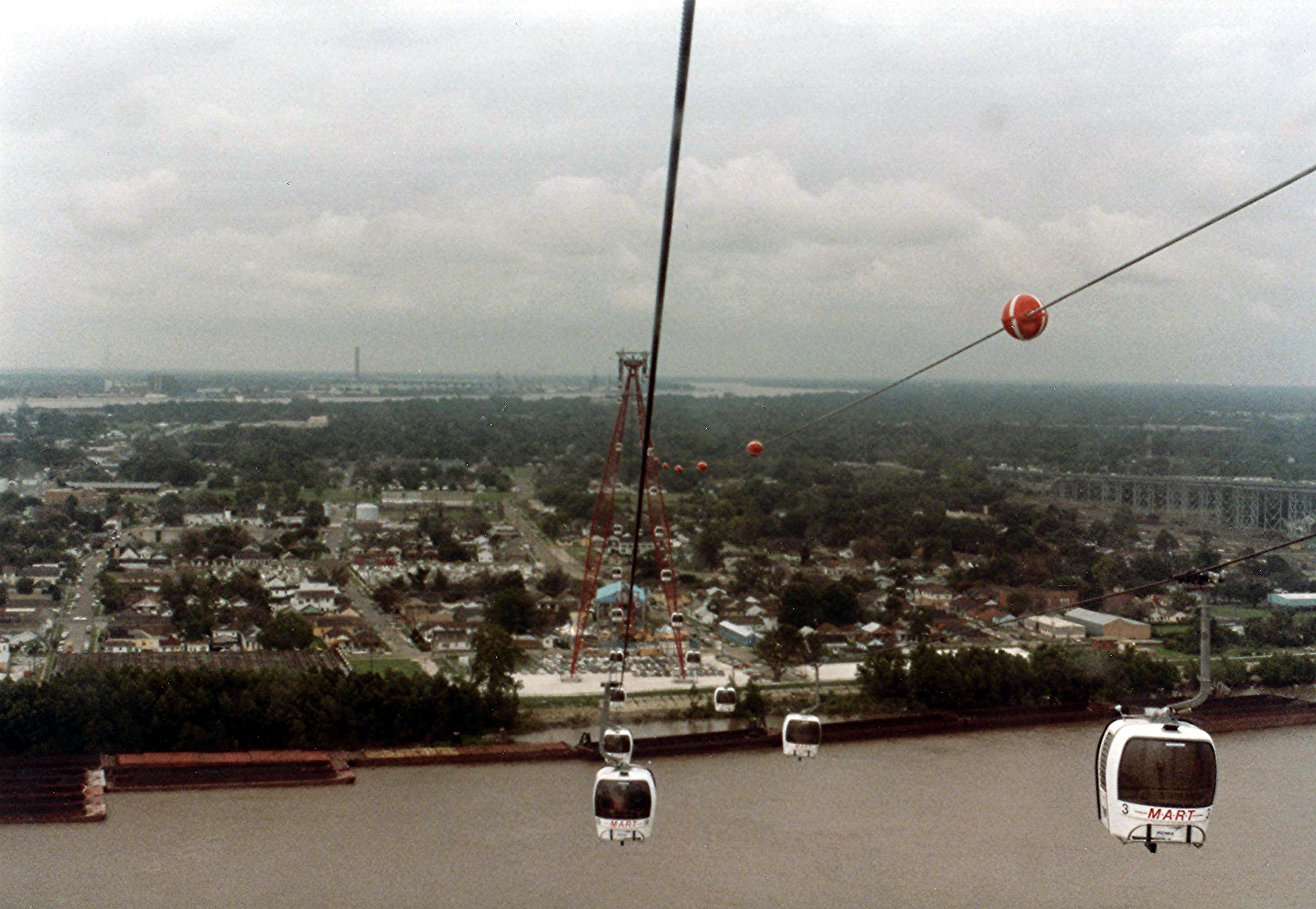
Der MART während der Weltausstellung 1984

Der Mississippi Aerial River Transit, kurz MART genannt, war eine Gondelbahn, die in New Orleans, Louisiana, USA den Mississippi River überquerte. Sie wurde im April 1984 im Rahmen der 1984 Louisiana Weltausstellung eröffnet und verkehrte zwischen der Weltausstellung im Warehouse District und dem Stadtteil Algiers am Westufer. Sie war die zweite Luftseilbahn und erste Gondelbahn der USA, die im öffentlichen Personennahverkehr eingesetzt wurde.
Die Gondelbahn hatte eine Länge von 701 m und 53 Kabinen. Die Förderleistung betrug 2000 Personen pro Stunde. An jedem Ufer stand eine 109 m hohe, auf 87 m tiefen Stahlpfählen gegründete Seilbahnstütze, um eine ausreichende Höhe über dem Schiffsverkehr sicherzustellen. Es waren die höchsten, für eine Gondelbahn gebauten Seilbahnstützen der Welt. 
Der MART wurde von der privaten Mississippi Aerial River Transit-Perez Inc., kurz MART-Perez, initiiert, von der französischen Banque de l'union européenne mit einem Kredit über $ 8 Millionen finanziert und von POMA gebaut. Während der wenig erfolgreichen Weltausstellung hatte der MART nur 1,7 Millionen Passagiere, halb so viel wie ursprünglich geplant. Nach der Ausstellung wurde er im öffentlichen Personennahverkehr benutzt, aber im April 1985 nach nur einjähriger Betriebszeit wegen zu geringer Passagierzahlen eingestellt. MART-Perez wurde 1986 wegen Zahlungsverzug verurteilt, konnte aber keine Zahlungen leisten. 1989 wurde die Gondelbahn für $ 1,6 Millionen an einen Geschäftsmann versteigert, der sie in Corpus Christi, Texas aufbauen wollte, was aber 1990 an juristischen Streitigkeiten scheiterte. Nachdem die United States Coast Guard die Entfernung der Gondelbahn verlangt hatte, sollte sie weiterhin nicht benutzt werden, wurde sie bis Februar 1994 abgebaut.